# Groene ibis
De groene ibis (Mesembrinibis cayennensis) is een vogel uit de familie Threskiornithidae (Ibissen en lepelaars).

## Verspreiding en leefgebied
Deze soort komt voor van Honduras tot zuidoostelijk Brazilië en noordoostelijk Argentinië

## Status
De grootte van de populatie is in 2019 geschat op 50.000 tot 500.000 volwassen vogels. Op de Rode lijst van de IUCN heeft deze soort de status niet bedreigd.